# Patrobíneos
Patrobíneos (Patrobinae) é uma subfamília de coleópteros da família Carabidae.

## Tribos
- Tribo Lissopogonini Zamotajlov, 2000
- Tribo Patrobini Kirby, 1837